# Aéroport d'Oulu
L'aéroport d'Oulu (code IATA : OUL • code OACI : EFOU) est le deuxième aéroport de Finlande, à la fois par le trafic passagers et par le fret.
Celui-ci est situé dans la municipalité d'Oulunsalo, à 15 km au sud-ouest d'Oulu, au cœur de la 4e agglomération du pays (et la plus grande au nord du 62e parallèle).
En 2007, près de 840 000 passagers ont transité par l'aéroport.

## Histoire
Le premier aéroport d'Oulu est inauguré en octobre 1936 à Oritkari. Le premier vol régulier d'Aero O/Y (ancêtre de la compagnie nationale Finnair) s'y pose le 15 juin 1939 et la ville devient rapidement une étape incontournable pour les avions effectuant le trajet entre la capitale Helsinki et Petsamo. La piste devenue trop petite pour les avions modernes conduit à un déplacement de l'aéroport, transféré à son emplacement actuel en 1953. La première partie du terminal est construite dans les années 1970, celui-ci sera agrandi en 1994. La construction d'un nouveau terminal, l'actuel opérant à pleine capacité, devrait débuter en 2008, un investissement de 30 M€.

## Situation
| \| 50 km1:2 811 000 \| Enontekiö Helsinki-Malmi Helsinki-Vantaa Ivalo Joensuu Jyväskylä Kajaani Kemi-Tornio Kittilä Kokkola-Pietarsaari Kuopio Kuusamo Lappeenranta Mariehamn Oulu Pori Rovaniemi Savonlinna Tampere Turku Vaasa Varkaus |
| 50 km1:2 811 000 |

## Lignes et compagnies aériennes
La principale liaison est historiquement celle qui dessert la capitale, distante de 600 km. Une douzaine de vols relient quotidiennement l'aéroport d'Helsinki-Vantaa et Oulu, ce qui reste la principale ligne intérieure du pays. Le marché est partagé entre Blue1 et Finnair. La compagnie nationale dispose également de quelques vols continuant vers Kemi ou Rovaniemi.
Depuis début 2008, une nouvelle compagnie, Wingo xprs, dessert Turku et Tampere.
| Compagnies            | Destinations        |
| --------------------- | ------------------- |
| Finnair               | Helsinki-Vantaa     |
| Lufthansa             | Munich-F. J. Strauß |
| Norwegian Air Shuttle | Helsinki-Vantaa     |

Édité le 16/10/2018  Actualisé le 01/03/2023

## Trafic de passagers
Pour des raisons techniques, il est temporairement impossible d'afficher le graphique qui aurait dû être présenté ici.

Voir la requête brute et les sources sur Wikidata.
| Année | Domestique | International | Total     | Variation |
| ----- | ---------- | ------------- | --------- | --------- |
| 2005  | 724 867    | 85 587        | 810 454   | +4,9 %    |
| 2006  | 764 831    | 83 115        | 847 946   | +4,6 %    |
| 2007  | 764 674    | 75 276        | 839 950   | −0,9 %    |
| 2008  | 709 779    | 92 176        | 801 955   | −4,5 %    |
| 2009  | 605 534    | 82 424        | 687 958   | −14,3 %   |
| 2010  | 595 457    | 105 119       | 700 576   | +1,7 %    |
| 2011  | 850 305    | 123 607       | 973 912   | +39,1 %   |
| 2012  | 899 854    | 178 679       | 1 078 533 | +10,7 %   |
| 2013  | 745 178    | 131 902       | 877 080   | −18,7 %   |
| 2015  | 890 609    | 92 114        | 982 723   | 2,3 %     |
| 2016  | 950 203    | 77 292        | 1 027 495 | 4,6 %     |